# António Pereira de Eça
António Júlio da Costa Pereira de Eça GCIC (Santo André, Lisboa, 31 de março de 1852 — Alcântara, Lisboa, 6 de novembro de 1917), conhecido como General Pereira de Eça, foi um general de Artilharia do Exército Português, administrador colonial e Ministro da Guerra (1914-1915) durante a Primeira República Portuguesa.

## Biografia
António Júlio da Costa Pereira d'Eça nasceu a 31 de março de 1852, na freguesia de Santo André, em Lisboa, no número 48 da Calçada da Graça, filho do major Francisco de Paula Pereira d'Eça, natural de Valença do Minho, e de sua mulher, Maria da Conceição Stattmiller de Sampaio e Costa, natural de Lisboa, sendo a mãe de ascendência prussiana, do lado materno. Frequentou o Colégio Militar. Assentou praça no Exército Português em 22 de julho de 1869. Concluiu o curso de Artilharia e foi promovido a alferes em 27 de dezembro de 1876.
A 15 de maio de 1886, aos 34 anos, contraiu matrimónio, na Igreja de São Vicente de Fora, em Lisboa, com Etelvina Arenas de Lima, natural da freguesia de Santa Justa, em Lisboa, filha de Lázaro Henriques da Silva e Lima e de sua mulher Etelvina Gabilan d'Arenas. Deste consórcio nasceu uma filha, Natália Arenas de Lima Pereira d'Eça, que casou com José de Alpuim de Agorreta de Sá Coutinho.
Ao longo da sua carreira desempenhou diversas missões na administração colonial portuguesa: no posto de capitão integrado numa força expedicionária, foi nomeado, por indicação de Mouzinho de Albuquerque, governador do distrito de Lourenço Marques (1896), participando nos combates do Mapulanguene (Moçambique) em 1897; no posto de major, foi chefe do estado-maior em Cabo Verde (1903); e governador-geral de Angola (1915-1916), período em que comandou as tropas portuguesas que foram enviadas como reforço após o Combate de Naulila e a revolta dos povos indígenas que se lhe seguiu.
Em Portugal, combateu as incursões monárquicas após a implantação da República Portuguesa, período em que prestou relevantes serviços ao novo regime, por ter impedido o alastramento de actos de rebelião em Viana do Castelo. Em 1913 foi promovido a general, sendo director do Arsenal do Exército.
A 9 de fevereiro de 1914 foi nomeado Ministro da Guerra, cargo que ocupava quando irrompeu a Primeira Guerra Mundial. Foi defensor da participação portuguesa na guerra europeia que então eclodiu ao lado dos Aliados, porém, nem todos  a maioria governamental discorda dessa posição, sendo a participação adiada. Em consequência, Pereira d'Eça é exonerado a 12 de dezembro de 1914, regressando às suas funções militares.
Quando aumentou o perigo das incursões alemãs no sul de Angola, em fevereiro de 1915, o Governo Português reconheceu a conveniência de colocar um oficial general ao comando das operações militares naquela região. O General Pereira d'Eça foi então escolhido pelo governo ditatorial de Pimenta de Castro para substituir Alves Roçadas e partiu para Angola, chegando a Luanda a 21 de março de 1915 com as funções de novo governador de Angola e de comandante das forças expedicionárias, cargo no qual substituiu o general Norton de Matos.
Logo a 7 de julho daquele ano as forças portuguesas reocupam Humbe, no sul de Angola, sem encontrarem resistência. Como a 9 de julho as forças militares do Sudoeste Africano Alemão, comandadas pelo general Victor Franke, se renderam ao general Louis Botha, comandante-em-chefe das forças da União Sul-Africana, a missão do general Pereira d'Eça passa a ser a submissão dos povos indígenas, liderados por Mandume Ya Ndemufayo, que se haviam rebelado contra a presença portuguesa na região.
Rendida a colónia alemã, a 15 de agosto uma coluna das forças do comando do general Pereira d'Eça, agora com a missão única de acabar com a revolta das populações da Huíla, reocupa o forte do Cuamato e entre 18 e 20 de agosto dá-se o combate de Mongua, no qual a principal coluna das forças expedicionárias, comandada pelo general Pereira d'Eça, dispersa um ataque das forças locais contra os depósitos de água de Mongua, ocupadas no dia anterior. A vitória portuguesa neste recontro marca o fim da rebelião, que nas semanas seguintes foi completamente dominada, iniciando um período de relativa pacificação que, após a morte de Mandume em 1917, se manteria por mais de 40 anos até à década de 1960, quando a resistência armada à presença portuguesa se reacendeu no contexto da Guerra Colonial Portuguesa.
Terminada a pacificação do sul de Angola, o general Pereira d'Eça regressou doente e esgotado a Lisboa. A 16 de Novembro de 1915 tomou posse do comando da 1.ª Divisão do Exército, em Lisboa, cargo em que faleceu em 1917, no posto de general. A 6 de novembro de 1917, no quartel da freguesia de Alcântara, em Lisboa, António Júlio da Costa Pereira d'Eça falece, aos 65 anos, vítima de pneumonia. Foi sepultado no Cemitério do Alto de São João, em Lisboa, sendo trasladado em 1921, para um jazigo de família, no Cemitério dos Prazeres, na mesma cidade.
A 14 de julho de 1932 foi agraciado a título póstumo com a Grã-Cruz da Ordem do Império Colonial.
O seu nome ficou ligado à Marinha, atendendo ao facto de, durante a sua comissão no sul de Angola, ter tido sob o seu comando o Batalhão de Marinha, comandado pelo primeiro-tenente Afonso Cerqueira, cuja actuação mereceu da sua parte diversas distinções. No seu testamento legou à Armada Portuguesa a sua espada, a qual se encontra no Museu de Marinha, em Lisboa. A Marinha dedicou-lhe a corveta NRP General Pereira d'Eça. O nome de vila Pereira d'Eça, a actual cidade de Ondjiva, foi dado a uma localidade do sul de Angola, na região do Cunene, a cerca de 13 km da fronteira com a Namíbia. Tem o seu nome numa rua de Alcanena.